# Chisholm, Minnesota
Chisholm är en stad i Saint Louis County i delstaten Minnesota, USA.